# Geheimakte Tunguska
Geheimakte Tunguska (außerhalb des deutschen Sprachraums Secret Files: Tunguska) ist ein in Deutschland entwickeltes Point-and-Click-Adventure von Animation Arts und Fusionsphere Systems aus dem Jahr 2006. Es behandelt thematisch mögliche (fiktive) Hintergründe für das mysteriöse Tunguska-Ereignis vom 30. Juni 1908.

## Handlung
Die junge Russin Nina Kalenkow will ihren Vater, den Wissenschaftler Wladimir Kalenkow, in dessen Forschungslabor in Berlin aufsuchen. Doch Kalenkows Büro im Museum für Naturkunde ist verlassen und durchwühlt, der Forscher selbst spurlos verschwunden. Nina versucht, die Behörden einzuschalten, stößt aber allerorts auf Schweigen, Beschwichtigungen und Halbwahrheiten. Zudem glaubt sich die junge Frau verfolgt. In ihrer Not wendet sie sich an die einzige vertrauenswürdige Person: Max Gruber, den Assistenten ihres Vaters, welcher sie zudem aus dem Hinterhalt eines falschen Polizisten befreit.
Gemeinsam stöbert das Duo dem Geheimnis des verschollenen Forschers hinterher und kommt so zu Informationen rund um das sogenannte Tunguska-Ereignis im fernen Sibirien. Wladimir Kalenkow hat angeblich Informationen zusammengetragen, die das Geschehen vor knapp 100 Jahren erklären könnten, bei dem eine große Explosion ganze Landstriche verwüstet hatte.
Die Suche nach ihrem Vater führt Nina und Max von Berlin über Moskau, durch eine Fahrt mit der Transsibirischen Eisenbahn bis nach Tunguska, später auch nach Kuba, Irland, China und bis in die Antarktis. Dabei sind ihnen stets die Häscher des FSB, des russischen Geheimdienstes, auf den Fersen, die Wladimir Kalenkow offensichtlich gefangen genommen haben und unter allen Umständen verhindern wollen, dass dessen Forschungsunterlagen an die Öffentlichkeit gelangen. Doch es gibt noch andere Verfolger: schwarze Kuttenträger, die ebenfalls einer Entdeckung des wahren Geheimnisses von Tunguska zuvorkommen wollen.

## Spielprinzip und Technik
Das Spiel wird komplett mit der Maus gespielt. Auf dem Spielbildschirm werden im oberen, schwarzen Balken alle Gegenstände und Personen, mit denen eine Interaktion möglich ist, in Wortlaut und mit Namen bezeichnet. Der untere Balken zeigt im linken bis mittleren Bereich sämtliche im Inventar befindlichen Gegenstände als Piktogramme, durch welche man sich mittels seitlicher Pfeilsymbole klicken kann. Zudem sind im rechten Bereich des unteren Balkens drei zusätzliche Buttons angebracht: ein Computer, eine Lupe und ein Buch. Durch Anklicken des Computers gelangt man in das Hauptmenü. Per Klick auf die Lupe (optional per Leertaste) erhält man kleine Erinnerungs- und Lösungshilfen, welche Gegenstände man auf der Spieloberfläche noch ansehen oder benutzen sollte. Auf diese wird kurz mittels eines Lupensymbols hingewiesen. Diese Hilfestellung ist optional, das heißt, man kann sie auch abschalten, wenn man lieber ohne zusätzliche Tipps spielen will. Durch Klick auf das Buch gelangt man schließlich in Ninas Tagebuch, in dem alles bisher im Spiel Geschehene niedergeschrieben steht. Wenn ein Eintrag in das Buch erfolgt, wird dies durch ein Schreibmaschinengeräusch sowie das Aufleuchten des Buchsymbols in der linken oberen Ecke des Spielbildschirmes dargestellt.
Auf dem Spielbildschirm selbst wird die Spielfigur Nina (zeitweise auch Max) durch Anklicken bestimmter Gegenstände oder Personen sowie unbestimmter Bewegungspunkte hin- und hergeschickt. Als Cursor dient eine stilisierte Maus, die bei interagierbaren Objekten und Subjekten das Aussehen ein wenig verändert. Je nach Gegenstand wird mittels grüner Hervorhebung angezeigt, mit welchen Maustasten welche Aktion möglich ist. Die jeweilig mögliche Aktion wird durch kleine Piktogramme (Auge für Ansehen, Hand für Aufnehmen, …) dargestellt. Wie auf der Oberfläche sind auch im Inventar Interaktionen mit Gegenständen untereinander möglich. Hierbei erkennt man bereits am Zustand des Mauszeigers, ob eine Aktion möglich ist oder nicht. Unnötiges Anklicken entfällt. Dialoge und Zwischensequenzen lassen sich per rechter Maustaste abbrechen, der Mauszeiger symbolisiert dies durch ein Vorspulen-Symbol.
In der für die Wii erschienenen Umsetzung des Spiels sind keinerlei inhaltliche Änderungen gegenüber der PC-Version vorhanden. Gesteuert wird mit der Pointer-Funktion der Wii-Fernbedienung, die die Rolle der Maus übernimmt. In technischer Hinsicht wird nur 4:3-Bildausgabe unterstützt.
Seit dem 16. Juli 2014 ist Geheimakte Tunguska auch im App Store für iPhone, iPad und iPod touch verfügbar. Während der Inhalt und Spielumfang im Vergleich zu den vorherigen Versionen gleich geblieben ist, wurde die Handhabung der iOS-Version für Touch-Displays optimiert und eine Speicherungsoption via iCloud hinzugefügt.

## Produktionsnotizen
Angekündigt wurde Geheimakte Tunguska im Mai 2005 auf der Computerspielemesse Electronic Entertainment Expo. Zwei Entwicklerstudios arbeiteten gemeinsam am Spiel: Fusionsphere Systems aus Aichach entwickelten die Technik, während sich Animation Arts aus Naumburg um Inhalte und Grafik kümmerte.
Die Veröffentlichung der Version für Windows-PCs erfolgte am 4. September 2006. Im April 2008 erschien eine Portierung für die Handheld-Konsole Nintendo 3DS.
Als erstes Point’n’Click-Adventure führte Geheimakte Tunguska eine „Hotspot-Anzeige“ ein: Auf Druck einer bestimmten Taste hin werden alle Interaktionspunkte der aktuellen Spielszene auf dem Bildschirm angezeigt. Dieses Verfahren wurde später von zahlreichen Adventures übernommen.

### Figuren und Synchronsprecher
| Charakter                   | Spiel               | Spiel                        | Spiel            |  |
| Charakter                   | Geheimakte Tunguska | Geheimakte 2: Puritas Cordis | Geheimakte 3     |  |
| --------------------------- | ------------------- | ---------------------------- | ---------------- |  |
| Nina Kalenkow               | Solveig Duda        | Solveig Duda                 | Melanie Manstein |  |
| Max Gruber                  | Oliver Mink         | Oliver Mink                  | Stefan Günther   |  |
| Vladimir Kalenkow           | Frank Röth          |                              |                  |  |
| Massimo Gartuso             | Christian Schult    |                              |                  |  |
| Oleg Kambursky              | Claus Brockmeyer    |                              |                  |  |
| Ken Morangie                | Niels Clausnitzer   |                              |                  |  |
| Sergej Illnov               | Norbert Gastell     |                              |                  |  |
| Kommissar Kanski            | Ekkehardt Belle     |                              |                  |  |
| Lisa                        | Sabine Bohlmann     |                              |                  |  |
| Eddy                        | Kai Taschner        |                              |                  |  |
| Sam Peters                  |                     | Farina Brock                 |                  |  |
| Bischof Parrey              |                     | Claus Brockmeyer             |                  |  |
| David                       |                     | Philipp Brammer              |                  |  |
| Matthew Wakefield           |                     | Niels Clausnitzer            |                  |  |
| Superintendend Falk         |                     | Jakob Riedl                  |                  |  |
| 1. Sektenmitglied           |                     | Philipp Brammer              |                  |  |
| William Patterson           |                     | Reinhard Brock               |                  |  |
| Fleming Olsen               |                     | Hans-Georg Panczak           |                  |  |
| Portier                     |                     | Donald Arthur                |                  |  |
| Oskar                       |                     | Maximilian Belle             |                  |  |
| Schiffsarzt                 |                     | Benedikt Weber               |                  |  |
| Katharina Jordan            |                     | Sonja Reichelt               |                  |  |
| Kapitän                     |                     | Ulf J. Söhmisch              |                  |  |
| Pat Shelton                 |                     | Reinhard Brock               |                  |  |
| Barkeeper                   |                     | Stefan Günther               |                  |  |
| Fotograf Li                 |                     | Thomas Albus                 |                  |  |
| Eingeborene Wache           |                     | Gerhard Acktun               |                  |  |
| Landvermesser               |                     | Torsten Münchow              |                  |  |
| Infostimme in Gatineau      |                     | Philipp Moog                 |                  |  |
| Schwester Élise             |                     | Dagmar Dempe                 |                  |  |
| Chinese am Imbiss           |                     | Tobias Lelle                 |                  |  |
| Bruder Bernard              |                     | Manfred Erdmann              |                  |  |
| Clochard                    |                     | Ekkehart Belle               |                  |  |
| Straßenkehrer               |                     | Kai Taschner                 |                  |  |
| Rossi                       |                     | Philipp Moog                 |                  |  |
| Polizistin                  |                     | Sonja Reichelt               |                  |  |
| Zoowärter                   |                     | Ulf J. Söhmisch              |                  |  |
| Zellennachbar               |                     | Torsten Münchow              |                  |  |
| Wachmann                    |                     | Torsten Münchow              |                  |  |
| Sektenmitglied vor dem Turm |                     | Tobias Lelle                 |                  |  |
| Computerstimme              |                     | Farina Brock                 |                  |  |
| Menis-Ra                    |                     |                              | Stefan Günther   |  |

### Nachfolger
Der Nachfolger, der den Namen Geheimakte 2: Puritas Cordis trägt, erschien am 29. August 2008. Eine spielbare Demo wurde offiziell am 19. August 2008 veröffentlicht. Der zweite Nachfolger, Geheimakte 3, erschien am 31. August 2012. Am 18. Oktober 2013 erschien außerdem ein Ableger mit dem Titel Geheimakte Sam Peters, welcher sich um die Journalistin Sam Peters dreht. Geheimakte Sam Peters wurde für den Kindersoftwarepreis TOMMI 2013 nominiert.

## Rezeption
Aus 26 aggregierten Wertungen erzielt Geheimakte Tunguska auf Metacritic einen Score von 66.
Das Fachmagazin Adventure-Treff lobte eine spannende Geschichte, die detaillierte und realistische Grafik, eine gelungene Vertonung sowie sorgsam recherchierte Schauplätze. Kritisiert wurden lediglich kleinere technische Unzulänglichkeiten wie fehlende Schrittgeräusche und einige schlecht in die Geschichte eingebundene Rätsel. In Summe sei Geheimakte Tunguska „das beste Adventure seit mindestens The Moment of Silence oder Black Mirror“. Dasselbe Magazin urteilte über die Nintendo-3DS-Portierung des Spiels, sie sei technisch gelungen, reiche aber wegen der technischen Einschränkungen der Konsole nicht an die PC-Version heran.
Im Adventure Goodbye Deponia von 2013 wird der Plot von Geheimakte Tunguska, analog zu einem Ast, als „trocken, lang und dünn“ bezeichnet.